# Нестеренко Вікторія Володимирівна
Вікторія Володимирівна Нестеренко (6.02.1973 - 5.05.2018) –  український педагог, професор.

## Біографія
В. В. Нестеренко народилася 6 лютого 1973 року в Одесі.
У 1995 році закінчила факультет фізичного виховання Південноукраїнського  педагогічного університету імені К. Д. Ушинського, в якому працювала  з 2000 року. Пройшла шлях від лаборанта до професора кафедри дошкільної педагогіки.
В 2003 році захистила дисертацію «Підготовка майбутніх педагогів до виховання у дошкільників навичок здорового способу життя» на здобуття наукового ступеня кандидата педагогічних наук. У 2007 році присвоєно вчене звання доцента.
У 2013 році  захистила дисертацію «Теоретико-методологічні засади підготовки майбутніх фахівців дошкільної освіти в системі заочного навчання» з присудженням наукового ступеня доктора педагогічних наук. В 2015 році присвоєно вчене звання професора.
Померла 5 травня 2018 року в Одесі.

## Наукова діяльність
Вивчала питання якості професійної підготовки майбутніх педагогів дошкільної освіти, методики виховання у дітей здорового способу життя.
Керувала аспірантурою, входила до складу Спеціалізованої вченої ради з захисту кандидатських і докторських дисертацій з педагогіки, була заступником головного редактора «Наукового вісника Південноукраїнського національного педагогічного університету імені К. Д. Ушинського».

### Праці
- Підготовка вихователів дошкільних закладів до валеологічного виховання дітей/ В. В. Нестеренко. –  Одеса: ПДПУ, 2007. – 166 с.
- Теорія та технологія валеологічної освіти дошкільників: навчальна програма / В.В.Нестеренко. – Одеса: ПДПУ, 2008. – 20с.
- Специфіка заочної форми навчання і суб’єктів її освітнього процесу / В.В.Нестеренко // Наука і освіта. –  2011. – № 6. – С. 167 - 170.
- Професійна підготовка майбутніх фахівців дошкільної освіти в системі заочного навчання: теоретико-методологічний аспект /В. В. Нестеренко. – Одеса: Вид-во ТОВ «Лерадрук», 2012. — 219 с.
- Проблема виховання у дошкільників навичок здорового способу  життя/ В. В. Несторенко.// Наука і освіта. – 2015. – № 9. – С. 138 – 143.
- Особливості розвитку пізнавального інтересу в дошкільників засобами ІКТ/ В. В. Несторенко. // Науковий вісник Південноукраїнського національного педагогічного університету імені К. Д. Ушинського. – 2017. – № 5(118). – С. 71 – 75.